# Bolsa de Valores de África Central
La Bolsa de Valores de África Central (en francés: Bourse des valeurs mobilières de l'Afrique centrale) (BVMAC) es una bolsa de valores regional con sede en Duala que atiende los mercados de Camerún, la República Centroafricana, Chad, la República del Congo, Gabón y Guinea Ecuatorial. Fue creada por la Comunidad Económica y Monetaria de África Central (CEMAC) en junio de 2003 y su primera cotización tuvo lugar en 2008. En 2019, se fusionó con la Bolsa de Douala para formar un mercado de valores único en la zona CEMAC, mientras que Camerún ya contaba con su propio mercado.

## Historia
En la década de 1990, la CEMAC se vio afectada por una crisis bancaria que provocó el cierre de varios establecimientos en la subregión. Los gobiernos estaban empezando a considerar el desarrollo de un mercado de valores regional que podría proporcionar a las empresas acceso a recursos a largo plazo. Tras un estudio de viabilidad supervisado por el BEAC en 1999, los jefes de Estado de la CEMAC aprobaron el proyecto de bolsa regional en la cumbre de Yamena en 2001 y eligieron Libreville como sede.
Al mismo tiempo, el proyecto de creación de una bolsa nacional camerunesa está cobrando impulso. Las autoridades de Yaundé consideran que, teniendo en cuenta su economía (la más importante de la CEMAC), la sede de la Bolsa debería ser suya. Así se creó la Bolsa de Valores de Douala en 2001.
La BVMAC fue creada oficialmente en 2003 pero su primera cotización no se lanzó hasta el 13 de agosto de 2008. Se trata de una emisión de bonos del Estado gabonés. Mientras que las autoridades estaban planeando tres introducciones por año, el BVMAC está teniendo dificultades para despegar. Las principales emisiones cotizadas son bonos. La única acción interpuesta fue la de SIAT Gabón en 2013.
En octubre de 2017, los jefes de Estado de la subregión decidieron en una cumbre celebrada en Yamena fusionar las dos bolsas existentes en la zona CEMAC. Esta decisión fue confirmada durante una nueva cumbre el 24 de marzo de 2018. Se llegó a un compromiso: la bolsa única tendría su sede en Duala y el regulador en Libreville.
El acercamiento de los dos mercados se está llevando a cabo, empezando por el regulador. El CMF y COSUMAF se fusionaron en abril de 2019. Las bolsas de valores de la subregión se fusionaron a finales de junio de 2019. El 4 de julio, el gabonés Henri-Claude Oyima fue elegido presidente del consejo de administración de BVMAC. El camerunés Jean Claude Ngbwa fue nombrado director general interino de la nueva Bolsa de Valores. La BVMAC, que ahora tiene su sede en Douala, se convirtió en la única bolsa de valores de la CEMAC el 5 de julio de 2019.